# Bioisosterisme

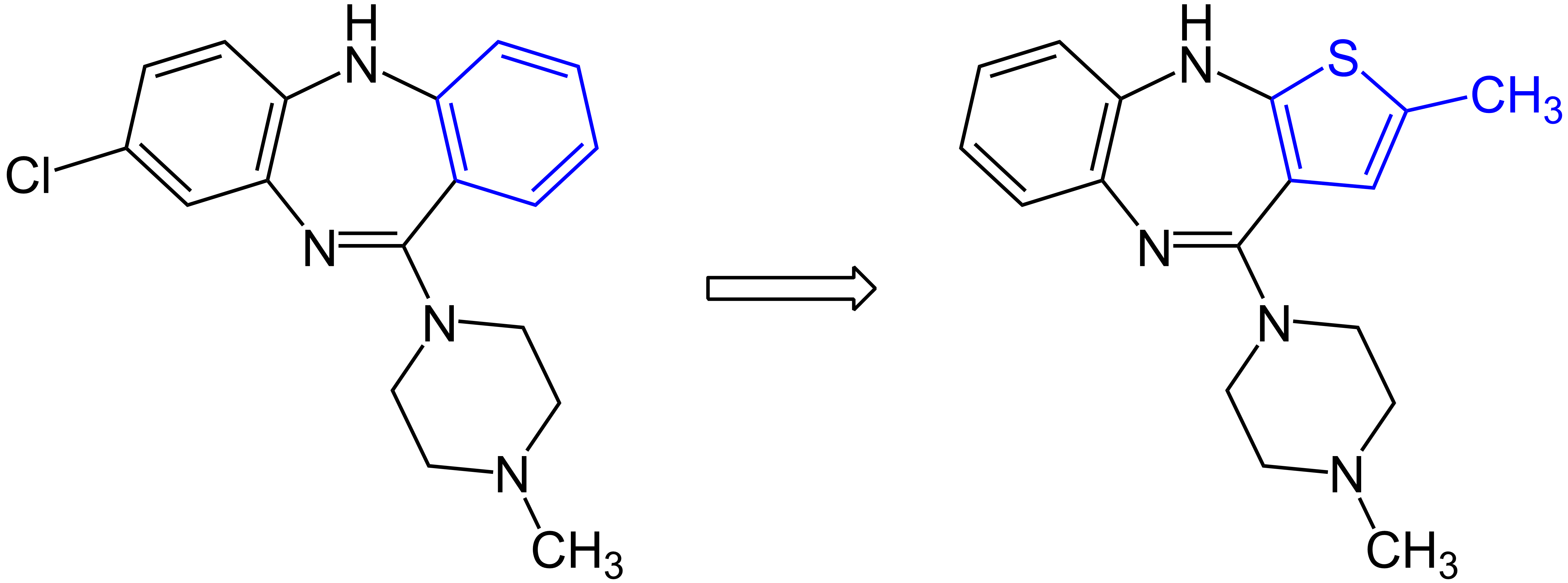
Dos composts bioisostèrics.

El bioisosterisme és la característica que presenten alguns grups funcionals o grups substituents de tenir propietats físiques i químiques semblants i, també, de produir efectes biològics similars. Aquests grups s'anomenen bioisòsters, és a dir, isòsters amb efectes biològics.
L'ús del bioisosterisme té l'aplicació més gran en química farmacèutica, ja que els investigadors poden realitzar el reemplaçament de grups bioisostèrics en fàrmacs amb l'objectiu de millorar les seves propietats, com ara potenciar els efectes farmacològics, reduir els efectes col·laterals, evitar la seva degradació, facilitar el seu ús, etc.

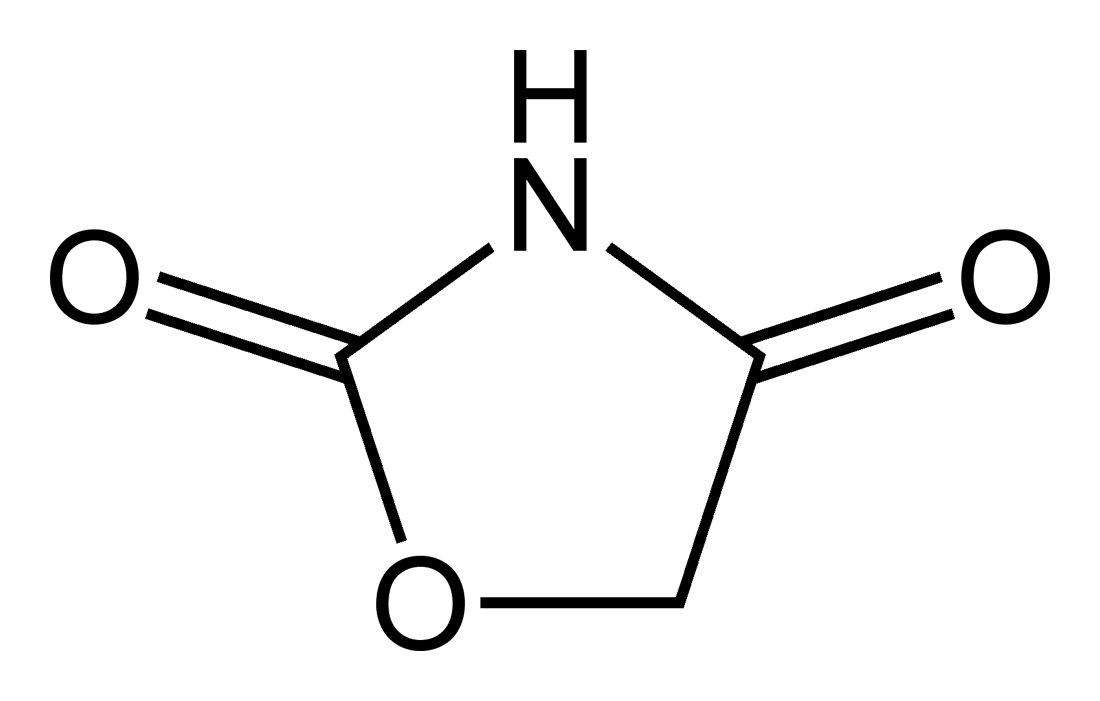
Ozaxolidina-2,4-diona.
Hidantoïna.
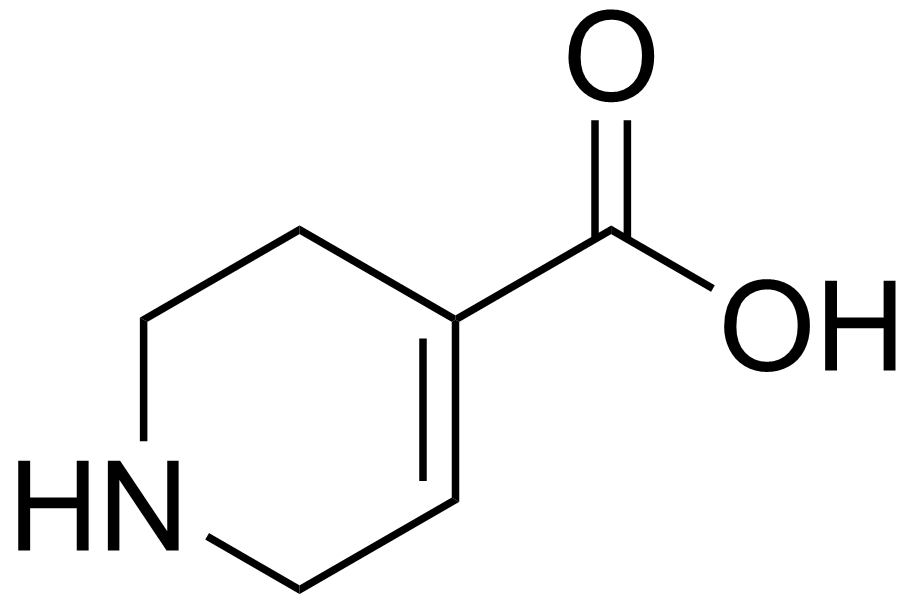
Isoguvacina.
GABA.

El concepte de «bioisosterisme» fou introduït el 1951 per Harris Friedman per descriure l'isosterisme de grups d'àtoms en molècules que presenten efectes biològics semblants. És un concepte que és de gran utilitat en química farmacèutica a l'hora de dissenyar fàrmacs. Alguns bioisòsters, malgrat no tenir propietats físiques i químiques massa similars, tenen efectes biològics molt semblants. És el cas de les ozaxolidines-1,4-diones i les hidantoïnes que presenten propietats físiques i químiques diferents, però amb propietats com antiepilèptics molt similars. També la isoguvacina presenta propietats farmacològiques similars a les del GABA, que és el principal neurotransmissor inhibidor en el sistema nerviós central dels mamífers. El paràmetre clau és la mateixa distància de 5,1 Å entre el centre àcid —OH i el bàsic —NH₂ d'ambdues molècules.

## Tipus

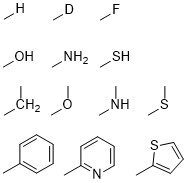
Bioisòsters clàssics.

Els bioisòsters s'han classificat en dos tipus: clàssics i no clàssics.

### Bioisòsters clàssics
D'aquest tipus n'hi ha cinc grups:
1. Àtoms i grups monovalents. En són exemples {\displaystyle {\ce {-H}}}, {\displaystyle {\ce {-F}}}, {\displaystyle {\ce {-Cl}}}, {\displaystyle {\ce {-I}}}, {\displaystyle {\ce {-OH}}}, {\displaystyle {\ce {-SH}}}, {\displaystyle {\ce {-NH2}}}, {\displaystyle {\ce {-PH2}}} o {\displaystyle {\ce {-CH3}}}.
2. Àtoms i grups divalents, per exemple: {\displaystyle {\ce {-O -}}}, {\displaystyle {\ce {-S -}}}, {\displaystyle {\ce {-Se -}}} o {\displaystyle {\ce {-Te -}}}.
3. Àtoms i grups trivalents, com ara {\displaystyle {\ce {-N=}}}, {\displaystyle {\ce {-P=}}}, {\displaystyle {\ce {-As=}}}, {\displaystyle {\ce {-Sb=}}} o {\displaystyle {\ce {-CH=}}}.
4. Àtoms tetravalents, per exemple: {\displaystyle {\ce {=C=}}}, {\displaystyle {\ce {=Si=}}}, {\displaystyle {\ce {=N+=}}}, {\displaystyle {\ce {=P+=}}}, {\displaystyle {\ce {=As+=}}} i {\displaystyle {\ce {=Sb+=}}}.
5. Anells equivalents, com {\displaystyle {\ce {-CH=CH -}}} i {\displaystyle {\ce {-S -}}} (benzè i tiofè); {\displaystyle {\ce {-CH=}}} i {\displaystyle {\ce {-N=}}} (benzè i piridina); {\displaystyle {\ce {-O -}}}, {\displaystyle {\ce {-NH -}}},[5][2] {\displaystyle {\ce {-CH2 -}}} i {\displaystyle {\ce {-NH -}}} (tetrahidrofuran, tetrahidrotiofè, ciclopentà i pirrolidina).[6]

### Bioisòsters no clàssics
El bioisòsters no clàssics són grups que no tenen el mateix nombre d'àtoms ni les mateixes configuracions electròniques, però amb efectes biològics semblants. De bioisòsters no clàssics n'hi ha de dos grups: 

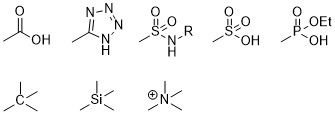
Bioisòsters no clàssics.

1. Grups intercanviables:
  1. D'halògens: {\displaystyle {\ce {-F}}}, {\displaystyle {\ce {-Cl}}}, {\displaystyle {\ce {-Br}}}, {\displaystyle {\ce {-CF3}}}, {\displaystyle {\ce {-CN}}}.
  2. D'hidròxis: {\displaystyle {\ce {-OH}}}, {\displaystyle {\ce {-NH-COR}}}, {\displaystyle {\ce {-NH-SO2R}}}, {\displaystyle {\ce {-CH2OH}}}, {\displaystyle {\ce {-NH-CO-NH2}}}.
  3. D'èters: {\displaystyle {\ce {-O -}}}, {\displaystyle {\ce {-S -}}}, {\displaystyle {\ce {=N-CN}}}, {\displaystyle {\ce {=C(CN)2}}}.
  4. De carbonils: {\displaystyle {\ce {-CO -}}}, {\displaystyle {\ce {-SO -}}}, {\displaystyle {\ce {-SO2 -}}}.
  5. D'àcids carboxílics: {\displaystyle {\ce {-COOH}}}, {\displaystyle {\ce {-SO2OH}}}, {\displaystyle {\ce {-PONH2OH}}}.[6]
2. Anells enfront d'estructures acícliques.[5]

L'ús en química farmacèutica de reemplaçament de grups bioisostèrics té l'objectiu de millorar les seves propietats com potenciar els efectes o reduir els efectes col·laterals. Antigament, aquesta tasca es feia per intuïció sense una base teòrica.

## Exemples d'aplicació

Uracil.
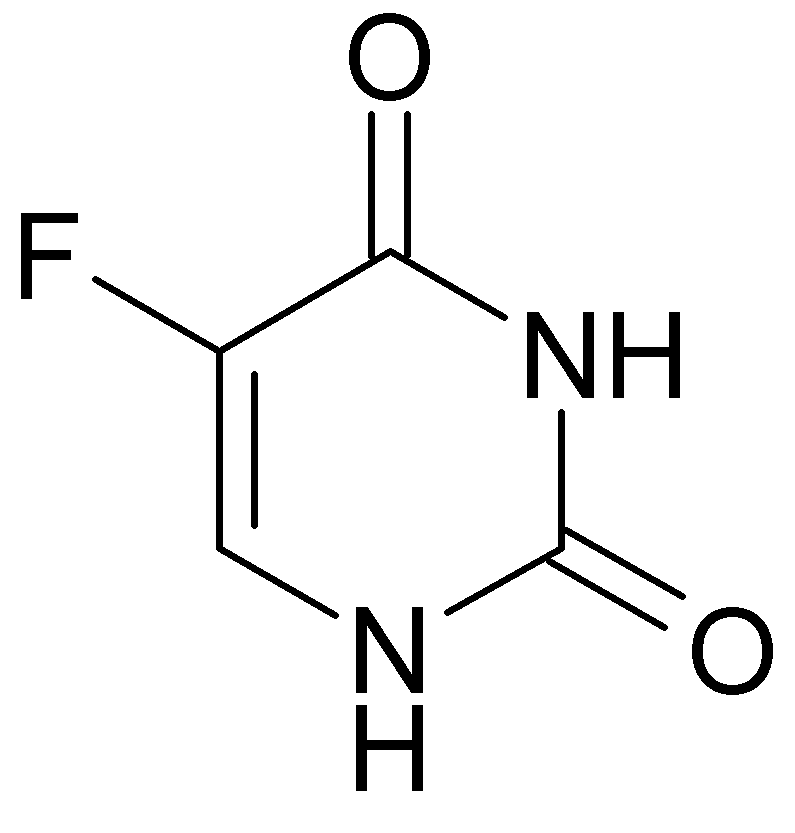
5-fluorouracil.
Hipoxantina.
Mercaptopurina.
Procaïna.
Procaïnamida.

Alguns exemples d'aplicació de substitució de bioisòsters en el camp de la química farmacèutica són:
- la substitució d'un hidrogen a la molècula d'uracil per un àtom de fluor per donar 5-fluorouracil, un agent antineoplàstic molt útil;
- la substitució del grup carbonil de la hipoxantina per donar la 6-mercaptopurina, un medicament immunosupressor que s'utilitza en el tractament d'alguns tipus de càncer, principalment leucèmia limfoide aguda, i d'altres malalties, entre elles la colitis ulcerosa i la malaltia de Crohn;
- el reemplaçament del sofre per oxigen a la clorpromazina dona lloc a un fàrmac amb una activitat tranquil·litzant deu vegades inferior, actuant com a tranquil·litzant sense sedar, és a dir, mantenint la consciència, i pot emprar-se amb pacients psiquiàtrics;
- el reemplaçament de la funció èster de la procaïna per una funció amida produí un fàrmac, la procaïnamida, amb una activitat biològica semblant, però químicament més estable, que pot administrar-se per via oral i no és afectada per les esterases que catalitzen la hidròlisi de procaïna.[2]